# Вікторія (водоспад)
Водоспа́д Вікто́рія (англ. Victoria) — водоспад на річці Замбезі у Південній Африці. Розташований на кордоні Замбії і Зімбабве.
Середня ширина водоспаду — приблизно 1707 метрів, максимальна — може сягати 1950 метрів, висота — 108 метрів. Водоспад — надзвичайне видовище, являє собою вузьку ущелину, в яку падає вода. Шотландський місіонер-дослідник Девід Лівінгстон відвідав водоспад у 1855 році і назвав його на честь королеви Вікторії. Раніше водоспад був відомий серед місцевого населення як «Гримлячий Дим».
Водоспад Вікторія є однією з головних визначних пам'яток Південної Африки, належить до Всесвітньої спадщини ЮНЕСКО. Розташований на межі двох національних парків — «Гримлячий Дим» («Mosi-oa-tunya») у Замбії і «Водоспад Вікторія» в Зімбабве.
Вікторія — єдиний у світі водоспад заввишки понад 100 метрів і завширшки понад 1 км.

## Історія

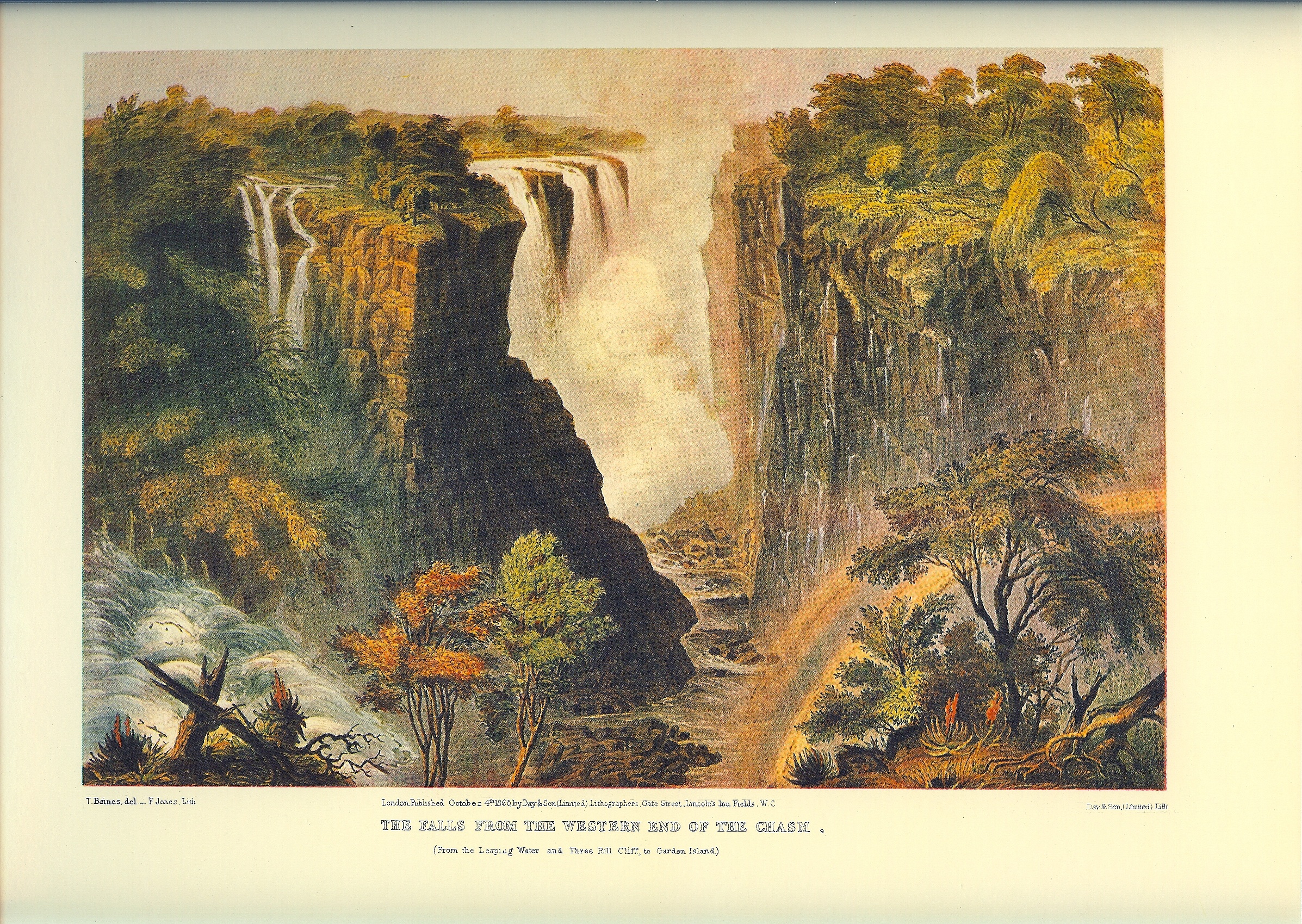
Водоспад Вікторія на картині Томаса Бейнеса.

Найдавніші відомі науці жителі місцевості довкола водоспаду були мисливцями і збирачами. Їхніми мовами водоспад називався Shongwe, Amanza Thunqayo, Mosi-oa-tunua («Гримлячий дим»). Першим європейцем, який побачив водоспад, був Девід Лівінгстон. 17 листопада 1855 року, під час подорожі 1852—1856 від верхів'я Замбезі до гирла річки, Лівінгстон досяг водоспаду і підплив до маленького острова, який згодом був названий на його честь. Лівінгстон був вражений водоспадами Ngonye, далі проплив вгору за течією, побачив значніший водоспад і назвав його на честь королеви Вікторії. Про водоспад він написав: «Ніхто не може порівняти красу з чим-небудь побаченим в Англії. Цього ніколи раніше не бачили очі європейців. На місця такі прекрасні, мабуть, дивилися ангели у польоті».
У 1860 році Лівінгстон повернувся до водоспаду і провів разом з Джоном Кирком детальне дослідження. На водоспаді побували інші європейські дослідники — португалець Серпа Пінто, чех Еміль Холуб, британський художник Томас Бейнес, який написав деякі з найперших картин водоспаду. Доти, доки 1905 року в місцевості не була проведена залізниця, вона рідко відвідувалася європейцями.

## Географія водоспаду
Водоспад розташований приблизно на середині перебігу річки Замбезі, приблизно на 17 гр. пд. ш. і 25 гр. с. д. Вище від водоспаду Замбезі тече по плоскій базальтовій плиті в долині, обмеженій низькими і поодинокими пагорбами з пісковика. На річці розташовані острови, число яких збільшується при наближенні до водоспаду.
Водоспад утворився в місці, де Замбезі різко спускається у вузьке (приблизно 120 метрів шириною) міжгір'я, вирізане її водою в розломі земної кори. Численні острівці ділять водоспад на гребені, формуючи протоки. З плином часу водоспад відступав вгору за течією, прогризаючи собі все нові і нові міжгір'я. Ці міжгір'я тепер утворюють зигзагоподібне русло річки з прямовисними стінами. Їх добре видно на знімках, зроблених зі штучних космічних супутників Землі.
Водоспад надзвичайно широкий, приблизно 1855 метрів завширшки, висота падіння води змінюється від 80 метрів біля правого берега водоспаду до 108 метрів в центрі, а з лівого берега сягає 128 метрів. Водоспад приблизно вдвічі вищий за Ніагарський водоспад і більш ніж вдвоє ширший за його головну частину («Підкови»). Падаюча вода утворює бризки і туман, які можуть підніматися на висоту 400 метрів і вище; вони видимі на відстані до 5 кілометрів.
Протягом сезону дощів через водоспад проходить понад 500 мільйонів літрів води за хвилину, через величезну силу падаючої води бризки підіймаються на сотні метрів в повітря. У 1958 році, під час повені в Замбезі відмічений рекордний рівень — більше 770 мільйонів літрів за хвилину.
Водоспад розділений на чотири головні частини (потоки) островами, які розташовані на краю прірви. Потоки названі в порядку від Зімбабве (з заходу) до Замбії (на схід): Поряд з правим берегом річки — похилий потік 35 метрів завширшки, названий «Диявольська катаракта» або ще «стрибаюча вода», далі, за островом Боарука (300 метрів), розташований «Головний водоспад» завширшки близько 460 метрів. Острів Лівінгстона відокремлює головний водоспад від наступного протоку — «Веселковий водоспад» (завширшки приблизно 530 метрів), біля лівого берега річки розташований східний водоспад — «Східна катаракта».

## Нижче від водоспаду

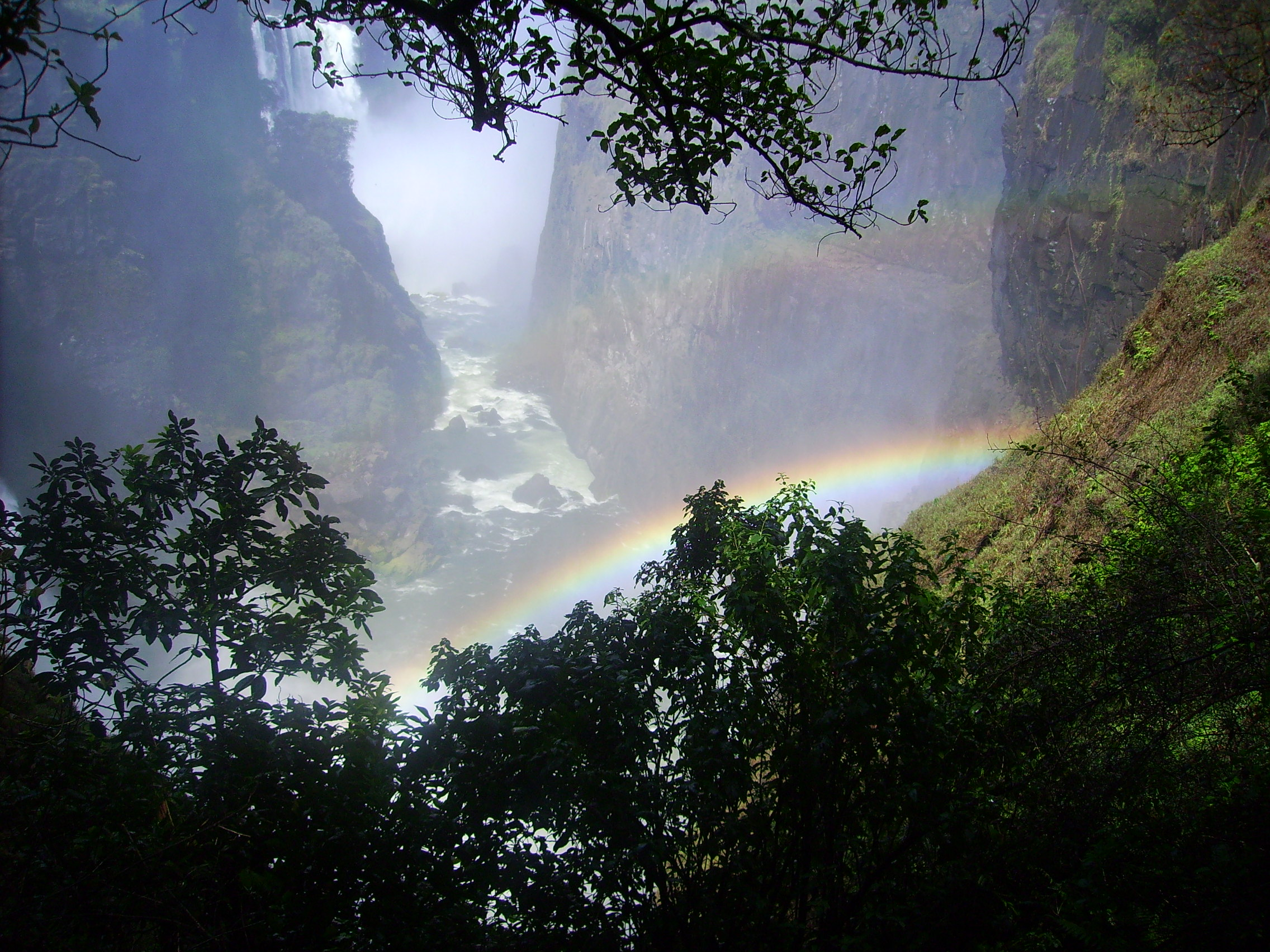
Ущелина.

Єдиний вихід з міжгір'я, куди нині падає вода — це досить вузький канал, пробитий водою в його стінці приблизно на 2/3 відстані від західного кінця. Ця протока має ширину приблизно 30 метрів, і весь об'єм річки проходить по ній близько 120 метрів, після чого річка потрапляє в зиґзаґоподібну ущелину. Річка не виходить з цієї ущелини близько 80 км, аж до її виходу з базальтового плато.
В кінці першого зиґзаґу річка спрямовується в глибоке водоймище під назвою «Киплячий казан» (Boiling Pot), розміром приблизно 150 метрів упоперек. Під час низьководдя поверхня «казана» спокійна, але під час високої води — вкрита неквапливою гігантською водовертю (воронками) і збуреннями водної гладіні. Стіни ущелини — понад 120 метрів заввишки.
У сезон дощів через водоспад проходить до 9100 кубічних метрів води за секунду. В цей час вода зливається через головний водоспад суцільним потоком. У сезон посухи водоспад скорочується до декількох вузьких цівок, бризки і туман майже відсутні, потік знижується до 350 кубічних метрів за секунду. Тоді можна вивчати глибини ущелини, зазвичай залиті водою. Між максимальним потоком у квітні та мінімальним у кінці жовтня рівень води в ущелинах варіює майже на 20 метрів. Вода у водоспаді яскраво-рудого кольору.

## Залізничний міст біля водоспаду

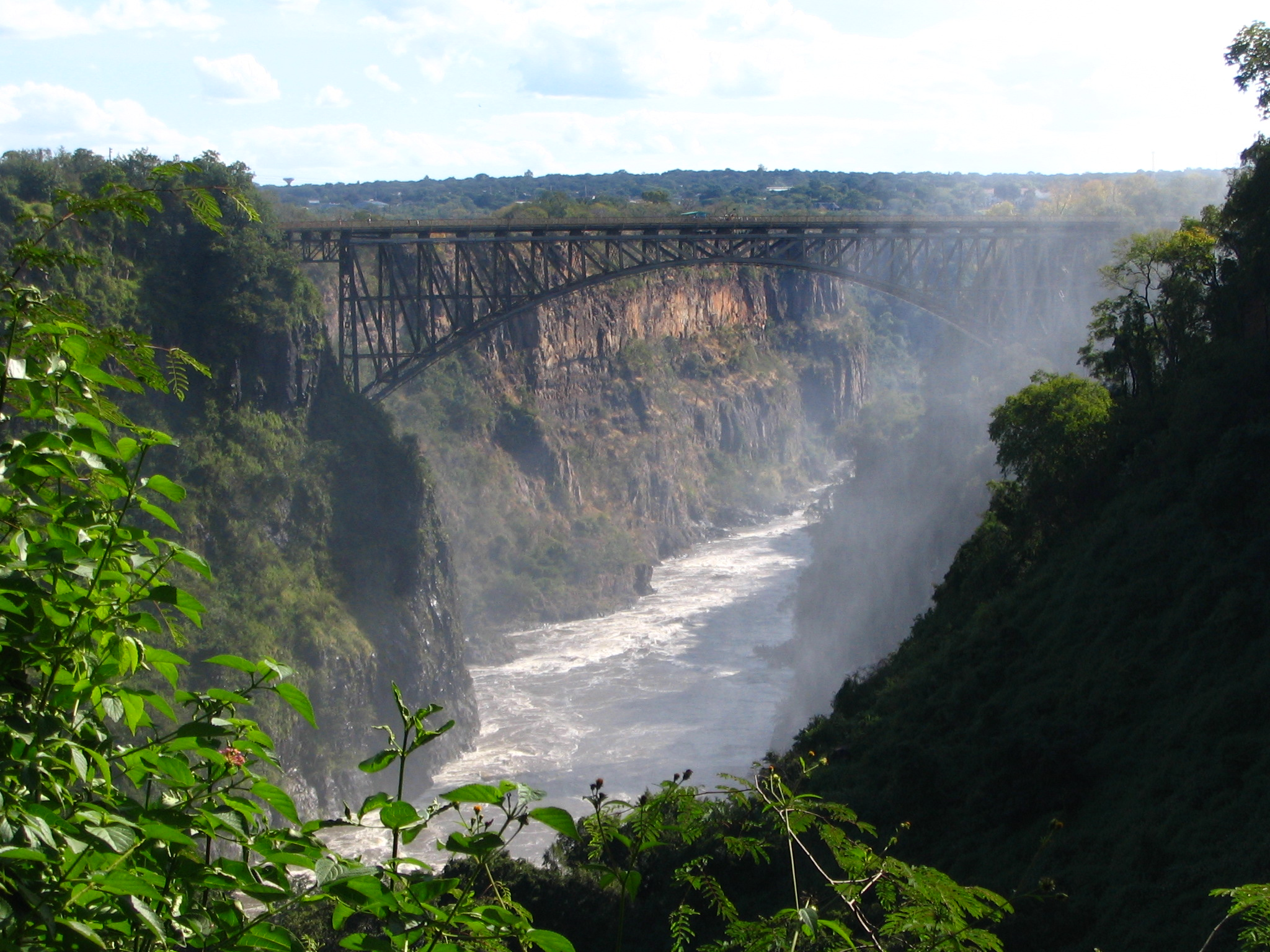
Залізничний міст біля водоспаду Вікторія.

Нижче Boiling Pot, майже під прямим кутом до водоспаду, через ущелину перекинутий міст — один з п'яти, розташованих на річці Замбезі. Міст у формі арки має довжину 250 метрів, вершина моста на 125 метрів вища за нижній рівень річки. Регулярне залізничне сполучення поєднує міста Вікторія-Фолз і Лівінгстон з Булавайо та з іншою лінією, що з'єднує Лівінгстон і Лусаку.

## Туризм
Водоспади практично не відвідувалися людьми доти, доки в 1905 році не була проведена залізниця до Булавайо. Після введення в дію залізниці вони швидко набули популярності і зберігали її до кінця британського колоніального правління. На боці Зімбабве виросло туристичне місто. Наприкінці 1960-х рр. кількість туристів знизилася через партизанську боротьбу в Зімбабве (Родезії) і затримання туристів-іноземців в правлінні Кеннета Каунди в незалежній Замбії.
Незалежність Зімбабве в 1980 р. принесла відносний мир, і в 1980-х роках. у регіоні розпочалася нова хвиля туризму. До кінця 1990-х рр. майже 300 тисяч осіб відвідували водоспади щорічно. У 2000-х рр. кількість туристів-відвідувачів Зімбабве почала зменшуватися через нестабільність, пов'язану з правлінням Роберта Мугабе.
Зімбабве і Замбія дозволяють використовувати візи для одноденних поїздок при перетині кордонів без попередньої заявки, проте ці візи вважаються дорогими.
Відразу після водоспаду починається ділянка річки з численними порогами, що привертає любителів спусків на каяках і рафтах. Пороги достатньо безпечні для туристів-початківців, при великій витраті води немає небезпечних каменів, і після всіх порогів ідуть ділянки спокійної води.

## Національні парки
Водоспад розташований на території двох національних парків — «Гримлячий Дим» (Mosi-oa-tunya) в Замбії та «Водоспад Вікторія» в Зімбабве. Обидва національних парки є невеликими, вони охоплюють площу 66 і 23 квадратних кілометри відповідно.
Національні парки характеризуються розмаїтою дикою природою, включаючи значні популяції слонів і жирафів. У річці в цьому місці живе велика популяція гіпопотамів.
У національному парку «Гримлячий Дим» також проживають два білі носороги, які були завезені туди з Південної Африки.
Також збереглося маленьке кладовище на місці старого англійського поселення.